# Ransom (banda)
Ransom es una banda de metal cristiano proveniente de Los Ángeles, California, Estados Unidos.

## Carrera
Liderados por la vocalista Lisa Faxon y el guitarrista Tony Ortiz, Ransom se caracterizó por utilizar temáticas cristianas en sus letras. Su sonido es comparable al de bandas de la escena de la década de 1980 como Ratt, Dokken o Stryper. Oz Fox, guitarrista de la mencionada banda Stryper, aparece en el disco de 1992 Soul Asylum, tocando la guitarra acústica en la canción "Sister Blue". La canción "Sin Killer", del primer disco de Ransom, apareció en el compilado California Metal Vol. II, de Regency Records.
Pese a la popularidad de la que gozó el hard rock y a la calidad vocal de Lisa Faxom, Ransom nunca pudo consolidarse como una agrupación reconocida a nivel internacional.

## Discografía
- Ransom (1991)
- Soul Asylum (1992)